# Donald MacMillan (athlétisme)
Pour les articles homonymes, voir Donald MacMillan et MacMillan.
Donald Robertson Thomson MacMillan (né le 5 janvier 1928 en Australie et décédé le 19 novembre 2004) est un athlète australien spécialiste des épreuves de demi-fond.
Il participe à l'épreuve du 800 mètres des Jeux olympiques d'été de 1952 d'Helsinki et des Jeux olympiques d'été de 1956 à Melbourne sans parvenir à se classer pour la finale. En 1952, il termine 9e au 1 500 mètres,.
Durant les Jeux du Commonwealth, il finit 7e du mile en 1950 et remporte une médaille de bronze au 4x440 yard relais en 1954.